# Zápas o titul mistryně světa v šachu 1986
Čtrnáctý zápas o titul mistryně světa v šachu byl třetí obhajobou titulu ze strany Maji Čiburdanidzeové a zároveň jediným zápasem Jeleny Achmylovské v roli vyzývatelky. Zápas se uskutečnil uskutečnil v roce 1986 ve dvou etapách. První proběhla od 2. do 25. září v Sofii v Bulharsku a druhá od 2. do 18. října v Bordžomi v Sovětském svazu. Hlavním rozhodčím byl Rudolf Marič z Jugoslávie, sekundanti Čiburdanidzeové Gennadij Kuzmin a Igor Polovodin a sekundanti Achmylovské Jurij Anikajev a Albert Kapengut. První polovina zápasu prakticky rozhodla, když obhájkyně čtyři partie vyhrála a čtyři remizovala. Vyzývatelka vyhrála sice první partii v Bordžomi, ale posledních pět partií již skončilo remízou. Zápas tedy skončil výhrou Čiburdanidzeové 8,5:5,5.

## Tabulka
| č. | Šachistka            | Země          | 1 | 2 | 3 | 4 | 5 | 6 | 7 | 8 | 9 | 10 | 11 | 12 | 13 | 14 |  | + | − | = | Body |
| -- | -------------------- | ------------- | - | - | - | - | - | - | - | - | - | -- | -- | -- | -- | -- |  | - | - | - | ---- |
| 1  | Maja Čiburdanidzeová | Sovětský svaz | 1 | ½ | ½ | ½ | 1 | ½ | 1 | 1 | 0 | ½  | ½  | ½  | ½  | ½  |  | 4 | 1 | 9 | 8,5  |
| 2  | Jelena Achmylovská   | Sovětský svaz | 0 | ½ | ½ | ½ | 0 | ½ | 0 | 0 | 1 | ½  | ½  | ½  | ½  | ½  |  | 1 | 4 | 9 | 5,5  |